# ماري لازاروس
ماري لازاروس (من مواليد 5 مايو 1989)، هي ممثلة ومنتجة أفلام نيجيرية فازت بجائزة فيلم سكان المدينة لأفضل ممثلة واعدة في جوائز سكان المدينة في عام 2018 وتم ترشيحها لأفضل ممثلة في دور قيادي في نفس العام في جوائز الأفضل من نوليوود.

## مشوارها الفني
ظهرت لازاروس المعروفة في الغالب بأدوارها في أفلام نوليوود المتنوعة لأول مرة كعارضة أزياء في عام 2002 قبل أن تدخل في صناعة السينما النيجيرية في عام 2009 بفيلم بعنوان «سنوات الانتظار» حيث حصلت على دور في الفيلم بمساعدة غبينرو أجيباد الذي قدمها إلى مخرج الفيلم الذي كلفها بدور في الفيلم المذكور أعلاه. ظهرت لازاروس لأول مرة في الإخراج بفيلم بعنوان «الرقص على إيقاعي» والذي أنتجته أيضًا في عام 2017.
ظهرت لازاروس كعارضة في الإعلانات التجارية من قبل آريتل وإم تي إن جروب.

## الجوائز والترشيح
- فازت لازاروس بجائزة فيلم سكان المدينة لأفضل ممثلة واعدة في حفل جوائز سكان المدينة الترفيهي لعام 2018.[2]
- تم ترشيح لازاروس لأفضل ممثلة في دور قيادي في حفل توزيع جوائز الأفضل بنولييود في عام 2018.[3]
- تم ترشيحها لجوائز اختيار مشاهدي أفريكا ماجيك لعام 2020 لأفضل ممثلة مساعدة في فيلم أو مسلسل تلفزيوني عن فيلم «حجم 12».[7]

## الحياة الشخصية
تنحدر لازاروس من عائلة مكونة من تسعة أفراد وهي واحدة من آخر الأطفال المولودين لوالديها إلى جانب شقيقها التوأم. في مقابلة مع وسائل الإعلام المطبوعة ذا بانش وصفت نفسها على أنها شخص يحب المرح.